# 오버촐리코펜역
오버졸리코펜역(독일어: Bahnhof Oberzollikofen)은 스위스 베른주 촐리코펜에 위치한 철도역이다. 베른-졸로투른 지역교통의 1,000mm 미터궤 촐리코펜-베른선의 중간 정차역이다.

## 운행편
오버촐리코펜에서 정차하는 서비스는 다음과 같다.
- 베른 S-반 S8 : 15분마다 베른과 예겐스토르프까지 운행